# Calystryma gentilla
Calystryma gentilla är en fjärilsart som beskrevs av William Schaus 1902. Calystryma gentilla ingår i släktet Calystryma och familjen juvelvingar. Inga underarter finns listade i Catalogue of Life.